# Instituto Nacional de Estadística (Uruguay)
Das Instituto Nacional de Estadística [instiˈtuto naθioˈnal de estaˈðistika] (INE; deutsch: staatliches Statistikinstitut) ist der uruguayische statistische Dienst. Aufgabe des Instituts in Montevideo ist die Sammlung, Zusammenstellung, Gruppierung und Veröffentlichung der statistischen Daten des Landes Boliviens. Unter anderem ist es auch für die Durchführung der Volkszählung zuständig.
Das Institut wurde im Jahr 1852 als Mesa Estadística, einer Unterabteilung des Ministerio de Hacienda (Wohnbauministeriums) gegründet (Decreto del 25 de noviembre de 1852). Ende des 19. Jahrhunderts wurde es in die Dirección de Estadística General, 1953 in Dirección General de Estadística y Censos umbenannt (Ley N° 11.923 del 27 de marzo de 1953), seit 1. Januar 1993 heißt es Instituto Nacional de Estadística (Art. 70 de la Ley N° 16.320). Dabei unterstand es teils dem Ministerio de Economía (Wirtschaftsministerium), dann der Presidencia de la República (Präsidialamt) und dem Oficina de Planeamiento y Presupuesto (Amt für Planung und Budget). Seit 1994 ist es Dachorganisation des statistischen Systems Uruguays (Ley Estadística N° 16.616).